# Dendranthema morii
Dendranthema morii là một loài thực vật có hoa trong họ Cúc. Loài này được (Hayata) Kitam. mô tả khoa học đầu tiên năm 1978.